# Radowo Małe (gmina)
Pour la localité, voir Radowo Małe.

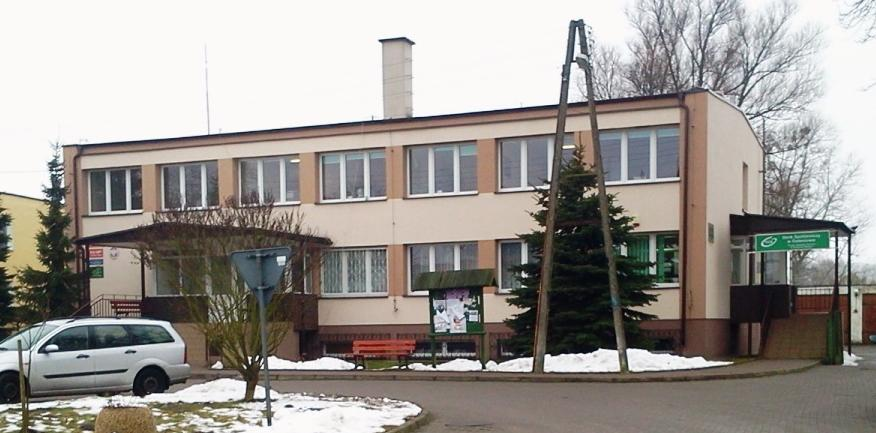
Bureau Municipal

Radowo Małe est une gmina rurale du powiat de Łobez, Poméranie-Occidentale, dans le nord-ouest de la Pologne. Son siège est le village de Radowo Małe, qui se situe environ 12 km à l'ouest de Łobez et 63 km au nord-est de la capitale régionale Szczecin.
La gmina couvre une superficie de 180,4 km2 pour une population de 3 693 habitants en 2016.

## Géographie
La gmina inclut les villages de Borkowo Małe, Borkowo Wielkie, Czachowo, Dargomyśl, Dobrkowo, Gildnica, Gostomin, Karnice, Maliniec, Mołdawin, Mołdawinek, Orle, Pogorzelica, Radowo Małe, Radowo Wielkie, Radzim, Rekowo, Rogowo, Siedlice, Sienno Dolne, Sienno Górne, Smorawina, Strzmiele, Sułkowo, Troszczyno, Ukłejki, Wołkowo et Żelmowo.
La gmina borde les gminy de Dobra, Łobez, Nowogard, Resko et Węgorzyno.